# ジェイムズ・ダグラス (第2代クイーンズベリー公爵)

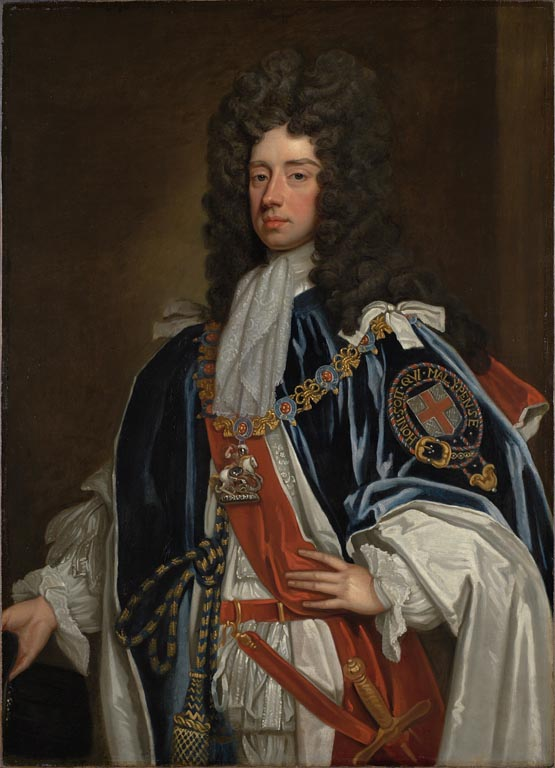
第2代クイーンズベリー公爵ジェイムズ・ダグラス

第2代クイーンズベリー公爵ジェイムズ・ダグラス（英: James Douglas, 2nd Duke of Queensberry、1662年12月18日 - 1711年7月6日）は、スコットランド・イギリスの政治家、貴族。
名誉革命後のスコットランド政界で活躍し、スコットランドとイングランドの連合を定めた1707年連合法のスコットランド議会における可決に尽力した。
1695年に父からスコットランド貴族爵位クイーンズベリー公爵位を継承し、1708年にグレートブリテン貴族ドーヴァー公爵に叙せられた。

## 経歴
1662年12月18日、後に初代クイーンズベリー公爵に叙されるウィリアム・ダグラスとその妻イザベル(初代ダグラス侯爵ウィリアム・ダグラスの娘)の間の長男としてサンクアー城に生まれる。
グラスゴー大学で学び、その後グランドツアーに出た。1684年に帰国するとスコットランド枢密顧問官に任じられるとともに騎兵連隊に中佐として入隊した。
早期からオラニエ公ウィレム（ウィリアム3世）を支持していたため、名誉革命後に栄進した。彼は当時スコットランドで大きな勢力を持っていた四大貴族の一人であり（他にハミルトン公爵ハミルトン家、アソル公爵マレー家、アーガイル公爵キャンベル家）、ウィリアム3世としては彼の勢力を利用してスコットランドを統治しようとしていた。
1692年からスコットランド大蔵卿委員会の委員の一人となり、1693年にはスコットランド議会に大蔵卿 (Lord High Treasurer) として出席した。1695年3月には父の死によりスコットランド貴族爵位の第2代クイーンズベリー公爵位を継承。同年スコットランド王璽尚書に就任した。1700年にはスコットランド議会における国王代理に就任した。また彼の派閥に属するジョン・ダルリンプルを国務大臣に据え、早期からイングランドとの連合を目指した。
しかし1692年にはウィリアム3世が連合に抵抗する高地地方においてグレンコーの虐殺を引き起こしていたため、スコットランド議会は国王やイングランドに対する拒絶感が強かった。そのためクイーンズベリー公やダルリンプルら「宮廷派」はスコットランド議会で安定多数を得ることができなかった。1702年にクイーンズベリー公爵派がイングランドとの連合交渉に乗り出した際にも激しい反発を受けた。
アン女王時代にも官職にとどまったが、スコットランド政界での孤立が深まり、1704年には前年に第11代ロバト卿サイモン・フレーザーらジャコバイトが企てた陰謀に加担したとされて免職された。
しかし1705年に疑惑は晴れ、再びスコットランド王璽尚書に就任した。1706年にはイングランドとスコットランドの連合推進委員に任命される。連合法はスコットランド議会内において賛否が拮抗していたが、彼が議員の買収に励んで賛成派を増やしたことで1707年に成立にこぎつけた。そのため「連合公爵(Union Duke)」とあだ名されるようになった。
1708年5月にグレートブリテン貴族爵位のドーヴァー公爵に叙せられた。1709年にはスコットランド担当大臣に就任する。
1711年7月6日に死去した。
次男ジェイムズ・ダグラスが生存している男子の最年長者だったが、この次男は精神障害者で人肉を食らう殺人者だった。そのため爵位に特別継承権の規定が付け加えられており(後述)、クイーンズベリー侯爵位を除く彼と彼の父の代に叙された爵位(クイーンズベリー公爵位やドーヴァー公爵位など)は、三男チャールズ・ダグラスに継承された。一方クイーンズベリー侯爵位と曽祖父の代に叙された爵位(クイーンズベリー伯爵位など)は、通常通り次男ジェイムズが継承している。しかし次男ジェイムズは子供を残さずに死去したので結局これらの爵位も三男チャールズが継承している。

## 栄典

### 爵位
1695年の父の死により以下の爵位を継承した。
- 第2代クイーンズベリー公爵 (2nd Duke of Queensberry)

(1684年2月3日の勅許状によるスコットランド貴族爵位)
- 第2代クイーンズベリー侯爵 (2nd Marquess of Queensberry)

(1682年2月11日の勅許状によるスコットランド貴族爵位)
- 第2代ダンフリーズシャー侯爵 (2nd Marquess of Dumfriesshire)

(1684年2月3日の勅許状によるスコットランド貴族爵位)
- 第4代クイーンズベリー伯爵 (4th Earl of Queensberry)

(1633年6月13日の勅許状によるスコットランド貴族爵位)
- 第2代ドラムランリグ＝サンクアー伯爵 (2nd Earl of Drumlanrig and Sanquhar)

(1682年2月11日の勅許状によるスコットランド貴族爵位)
- 第4代ドラムランリグ子爵 (4th Viscount of Drumlanrig)

(1628年4月1日の勅許状によるスコットランド貴族爵位)
- 第2代ニス＝トーソルウォルド＝ロス子爵 (2nd Viscount Nith, Torthorwald and Ross)

(1682年2月11日の勅許状によるスコットランド貴族爵位)
- ホーイック＝ティバーズの第4代ダグラス卿 (4th Lord Douglas of Hawick and Tibbers)

(1628年4月1日の勅許状によるスコットランド貴族爵位)
- キルモント＝ミドルビー＝ドーノックの第2代ダグラス卿 (2nd Lord Douglas of Kilmount, Middlebie and Dornock)

(1682年2月11日の勅許状によるスコットランド貴族爵位)
1706年6月17日に上記の継承爵位のうちクイーンズベリー侯爵位を除く父の代に叙された爵位(第2代の爵位)についてノヴォダマスを行使し、次の特別継承権の規定が付け加えられた。まず殺人狂の次男ジェイムズ・ダグラスの継承権を否認し、三男チャールズ・ダグラスに継承させる旨の規定である。もう一つは爵位継承範囲を初代クイーンズベリー伯爵ウィリアム・ダグラスに遡った男子もしくは女子の子孫に拡張させる規定である。
1708年5月26日に以下の爵位を新規に与えられる。いずれも三男チャールズに継承させる特別継承権が付けられている。
- 初代ドーヴァー公爵 (1st Duke of Dover)

(勅許状によるグレートブリテン貴族爵位)
- 初代ビバリー侯爵 (1st Marquess of Beverley)

(勅許状によるグレートブリテン貴族爵位)
- 初代リポン男爵 (1st Baron Ripon)

(勅許状によるグレートブリテン貴族爵位)

## 家族
1685年に第3代ダンガーヴァン子爵チャールズ・ボイルの娘メアリー・ボイルと結婚。彼女との間に以下の4男5女を儲ける。
- 長男ウィリアム・ダグラス (1696)、儀礼称号でドラムランリグ伯爵。夭折
- 次男ジェイムズ・ダグラス (1697-1715)、第3代クイーンズベリー侯爵位を継承。人肉食の殺人者だったため、特別継承権で多くの爵位の継承権を除かれた
- 三男チャールズ・ダグラス (1698-1778)、特別継承権により第3代クイーンズベリー公爵位を継承
- 四男ジョージ・ダグラス (1701-1725)
- 長女イザベラ・ダグラス (1688-1694)
- 次女エリザベス・ダグラス (1691-1695)
- 三女メアリー・ダグラス (1699-1703)
- 四女ジェーン・ダグラス (-1729)、第2代バクルー公フランシス・スコットと結婚。彼女の孫である第3代バクルー公ヘンリー・スコットは5代クイーンズベリー公爵位を継承[11]。
- 五女アン・ダグラス (-1741)、庶民院議員ウィリアム・フィンチと結婚